# 土肥慶蔵
土肥 慶蔵（どひ けいぞう、慶応2年6月9日（1866年7月20日） - 昭和6年（1931年）11月6日）は、日本の医学者。号は鶚軒。日本における皮膚科学の開祖。

## 経歴
出生から修学期
1866年、越前国武生領の医者・五世石渡宗伯の次男として、越前府中松原（現・福井県越前市武生）に生まれた。1880年、15歳のときに兄・秀實に伴われて上京し、下谷（現・台東区下谷）の進學舎でドイツ語を学んだ。同年、東京外国語学校（現、東京外国語大学）に入学。1885年には東京帝国大学医学部予科に入学した。1889年、母方の叔父土肥淳朴の養子となり、以降土肥姓を名乗った。1891年に卒業。
医師として
卒業後は、東京帝国大学附属第一医院外科医局に入局し、外科医スクリバの助手となった。
1893年、ドイツへ留学し、はじめは外科学を学んだが、帝国大学医科大学皮膚病梅毒学の初代教授村田謙太郎が亡くなったために、その後任を求めていた文部省から同省留学生として皮膚科学を学ぶように命ぜられた。そのためウィーン大学に移り、カポジ肉腫で知られるモーリッツ・カポジに皮膚科学を、ランゲに梅毒学を学び、さらにパリ大学でギュイヨンの下で泌尿器科学を学んだ。1897年、ベルリンで開かれた第1回国際らい会議に高木友枝と共に出席。1898年1月に帰国。
ドイツ留学帰国後
1898年2月より東京帝国大学医学部の皮膚病梅毒学講座を担任し、後進の育成に努めた。6月には主任教授となり、1926年まで在籍。学界では日本皮膚科学会を設立し、その会頭を務めたほか、日本らい学会を含む多くの学会に関与し、医学研究の振興と指導にあたった。
医師、医学研究者としての面以外に、漢詩文にも造詣が深く、鶚軒と号し、多くの作品を残している。1931年、肝臓癌のため東京で死去。享年65。墓所は多磨霊園にある。戒名は智徳院殿松寿光鶚大居士。

## 栄典・授章・授賞
位階

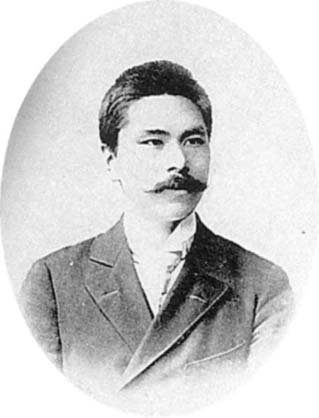
土肥慶蔵

- 1917年（大正6年）12月28日 - 正四位[4]
- 1923年（大正12年）2月10日 - 従三位[5]

勲章等
- 1908年（明治41年）6月25日 - 勲四等瑞宝章[6]

学士院賞
- 1927年（昭和2年） - 『梅毒の起源についての研究』で帝国学士院賞（大毎東日賞）を受賞[7]。

## 家族・親族
- 実父・石渡宗伯 - 越前藩藩医
- 実母・寿子 - 鯖江市の舟津神社神主・橋本政貞の長女[1]
- 養父・土肥淳朴 - 母方叔父。橋本政貞の三男で土肥家の養子。陸軍三等軍医[8]。日赤初代副院長[1]
- 妻・多越 - 三井高寛の妹。[9]
- 姪・孝子 - 入婿に皮膚科学者の土肥章司（1876－1960、旧姓栗田）[10]。章司は済生学舎卒業後、東京帝大医科、ドイツのブレスラウ大学で研究し、金沢医学専門学校教授、東京慈恵会医科大学教授を経て戦後国立金沢病院院長、日本皮膚科学会名誉会頭となった[11]。章司の義弟（妹の夫）に遠山郁三がいる。
- 姪孫に東京慈恵会医科大学名誉教授の土肥淳一郎。
- 母方の子孫に東京大学名誉教授、舟津神社宮司橋本政宣。[1]

## 研究内容・業績
東京大学皮膚科教授で、実質的に西洋医学に入る皮膚科を日本に導入した。ドイツ、オーストリア、フランスに留学し、皮膚科と同時に泌尿器科も学んだ。功績として、日本皮膚科学会を発足させたことやいくつかの病気を発見したこと、ムラージュという蝋細工で皮膚病を表現する方法を導入したことなどが挙げられる。
慶蔵は、東大医科大学時代の同級生呉秀三や医史学界の泰斗となった富士川游らの影響を受け、医史学にも興味を持つに至り、1921年（大正10年）に著した『世界黴毒史』は不朽の大作として知られている。この本は皆見省吾により独訳された。
また、1923年（大正12年）に出版した『性病学』は、花柳病という呼び名を性病に改める契機となった。

### 鱗状毛包性角化症
- Keratosis follicularis squamosa Dohi は毛孔性角化症の一つで、体幹に毛孔性黒色、小さい角化点を中心に円形葉状に鱗屑（りんせつ）を形成、鱗屑の周辺は皮膚面より隆起、あたかもハスの葉が池に浮かんだ感じがある。[13][14]

### ハンセン病
土肥は第1回国際らい会議（ベルリン）に出席しただけでなく、ハンセン病に関しては、時々彼の意見を発表していた。1912年には大風子油、クレオソート、ホアンナン、ツベルクリン、ヨード、ナスチン、テトロドトキシンなど、当時の治療法の総説を書いている。また、その中で明治時代に各種試みたが大風子油が最良であったとも書いている。

### ムラージュの導入
日本に蝋細工、ムラージュの技術を伝えたのは土肥慶蔵である。彼が留学していたカポシの紹介でヘニングから製法を教わって1898年帰朝した。彼は伊藤有（いとう ゆう、1864年 - 1934年）に技法を教授し、彼はまた努力して独特の製法を作りだしたという。この技術は医学教育に大いに役にたったが、戦後カラー写真の普及で廃れた。

## 著作
著書
- 『日本皮膚病黴毒圖譜』(全10帙) 朝香屋書店 1903-1910
- 『黴毒新論』朝香屋書店 1903

共編著
- 『外科汎論』高橋金一郎共纂述 1890
- 『日本醫学叢書』呉秀三・富士川游共撰、金港堂 1905-1906

## 文献・脚注
1. 1 2 3 4  卓話　橋本政宣会員  鯖江ロータリークラブ、2017.11
2. ↑  “土肥慶蔵”. www6.plala.or.jp. 2024年12月6日閲覧。
3. ↑  服部敏良『事典有名人の死亡診断 近代編』（吉川弘文館、2010年）196頁
4. ↑  『官報』第1624号「叙任及辞令」1917年12月29日。
5. ↑  『官報』第3158号「叙任及辞令」1923年2月12日。
6. ↑  『官報』第7499号、「叙任及辞令」1908年06月26日。
7. ↑  恩賜賞に加藤繁・柴田雄次両博士『東京朝日新聞』昭和2年3月13日（『昭和ニュース事典第1巻 昭和元年-昭和3年』本編p485 昭和ニュース事典編纂委員会 毎日コミュニケーションズ刊 1994年）
8. ↑  土肥慶蔵『人事興信録』第4版 [大正4(1915)年1月]
9. ↑  土肥慶蔵『人事興信録』第8版 [昭和3(1928)年7月]
10. ↑  土肥章司『人事興信録』第8版 [昭和3(1928)年7月]
11. ↑  土肥 章司（読み）ドヒ ショウジ コトバンク
12. ↑  下川耿史 家庭総合研究会 編『明治・大正家庭史年表:1868-1925』河出書房新社、2000年、462頁。ISBN 4-309-22361-3。
13. ↑  Keratosis follicularis squamosa (Dohi) associated with pseudoacanthosis nigricans.
Tamiya H, Tsuruta D, Umeda R et al.(2004) Br J Dermatol. Mar;150(3):603-5.
14. ↑  Keratosis follicularis squamosa (Dohi): a follicular keratotic disorder well known in Japan.(2001) Shimizu S, Shimizu T, Tateishi Y et al. Br J Dermatol. 144(5):1070-2.
15. ↑  日本らい史　(1993) 山本俊一　 p22-24,東京大学出版会　東京
16. ↑  皮膚疾患のムラージュ アンケート調査と史的展望 長門谷洋治 皮膚病診療 13,3,248-254,1991
17. ↑  図譜 残ったムラージュと消えたムラージュ 小野友道 Visual Dermatology 7,2,192-193,2008